# Edith Pretty
Edith May Pretty (Elland, 1 de agosto de 1883 - Richmond, 17 de diciembre de 1942) fue una terrateniente inglesa en cuyas tierras se descubrió el enterramiento de Sutton Hoo, después de que contratara a Basil Brown, un excavador y arqueólogo aficionado local, para que averiguara si había algo debajo de unos montículos de su propiedad.

## Primeros años
Edith Pretty nació en Elland, Yorkshire, hija de Elizabeth (de soltera Brunton, fallecida en 1919) y Robert Dempster (nacido en 1853). Tenía una hermana mayor, Elizabeth. Los Dempster eran ricos industriales que amasaron su fortuna con la fabricación de equipos relacionados con la industria del gas. El padre de Robert Dempster, también llamado Robert Dempster, había fundado la compañía Robert Dempster and Sons en 1855 con este fin.
En 1884 la familia se trasladó a Mánchester, donde su padre fundó la empresa de ingeniería R. & J. Dempster con su hermano John. Edith y su familia viajaron mucho al extranjero, visitando Egipto, Grecia y Austria-Hungría. Después de terminar su educación en la Roedean School, pasó seis meses en París en 1901. Ese mismo año, la familia se embarcó en una gira mundial que incluía visitas al Raj británico y a Estados Unidos.
De 1907 a 1925, el padre de Edith arrendó la abadía de Vale Royal, una country house cerca de Whitegate (Cheshire), sede familiar de Lord Delamere. Edith creció con un personal interno de 25 personas, además de 18 jardineros. Se dedicó a obras públicas y de caridad que incluyeron la ayuda para comprar terrenos para una misión cristiana.

## Vida posterior
Durante la Primera Guerra Mundial trabajó como intendente en el hospital auxiliar de la Cruz Roja en Winsford, y ayudó a alojar a los refugiados belgas. En 1917 ya trabajaba con la Cruz Roja francesa en Vitry-le-François y Le Bourget, en Francia.
Tras la muerte de su madre en 1919 cuidó de su padre en Vale Royal. Cuando este murió en Ciudad del Cabo durante una visita a Sudáfrica en 1925, Edith y su hermana heredaron un patrimonio valorado en más de 500 000 libras (equivalentes a unos 16 millones de libras en 2006).
En 1926 se casó con Frank Pretty (1879-1934), de Ipswich, quien le había propuesto matrimonio por primera vez cuando cumplió 18 años y había mantenido correspondencia con ella durante la guerra. Pretty era hijo de William Tertius Pretty (1842-1916), propietario de un negocio de corsetería y pañería en Ipswich. Pretty había sido comandante del 4º Batallón del Regimiento de Suffolk y había sido herido dos veces durante la guerra. Su participación en 1915 en la batalla de Neuve Chapelle quedó plasmada en un cuadro de 1918 del artista Fred Roe. Después de la guerra, Pretty continuó sirviendo en el Regimiento de Suffolk, obteniendo el rango de Teniente Coronel y comandante del 4º Batallón en 1922, al tiempo que trabajaba en el negocio familiar.
Pretty renunció al arrendamiento de Vale Royal tras su matrimonio y compró la finca de Sutton Hoo, incluida Sutton Hoo House, junto al río Deben, cerca de Woodbridge, Suffolk. Allí Edith ejerció como magistrada en Woodbridge y en 1926 donó la Dempster Challenge Cup al Consejo del Distrito Urbano de Winsford, su antiguo destino en la Cruz Roja. Desde entonces, la Copa se ha concedido anualmente al titular de una parcela en los huertos de Winsford.
En 1930, a la edad de 47 años, Edith dio a luz a un hijo, Robert Dempster Pretty. Frank Pretty murió el día de su 56.º cumpleaños, en 1934, a causa de un cáncer de estómago diagnosticado ese mismo año.
Edith se interesó por el espiritualismo, visitando al curandero William Parish y apoyando una iglesia espiritista en Woodbridge.

## Excavaciones en Sutton Hoo

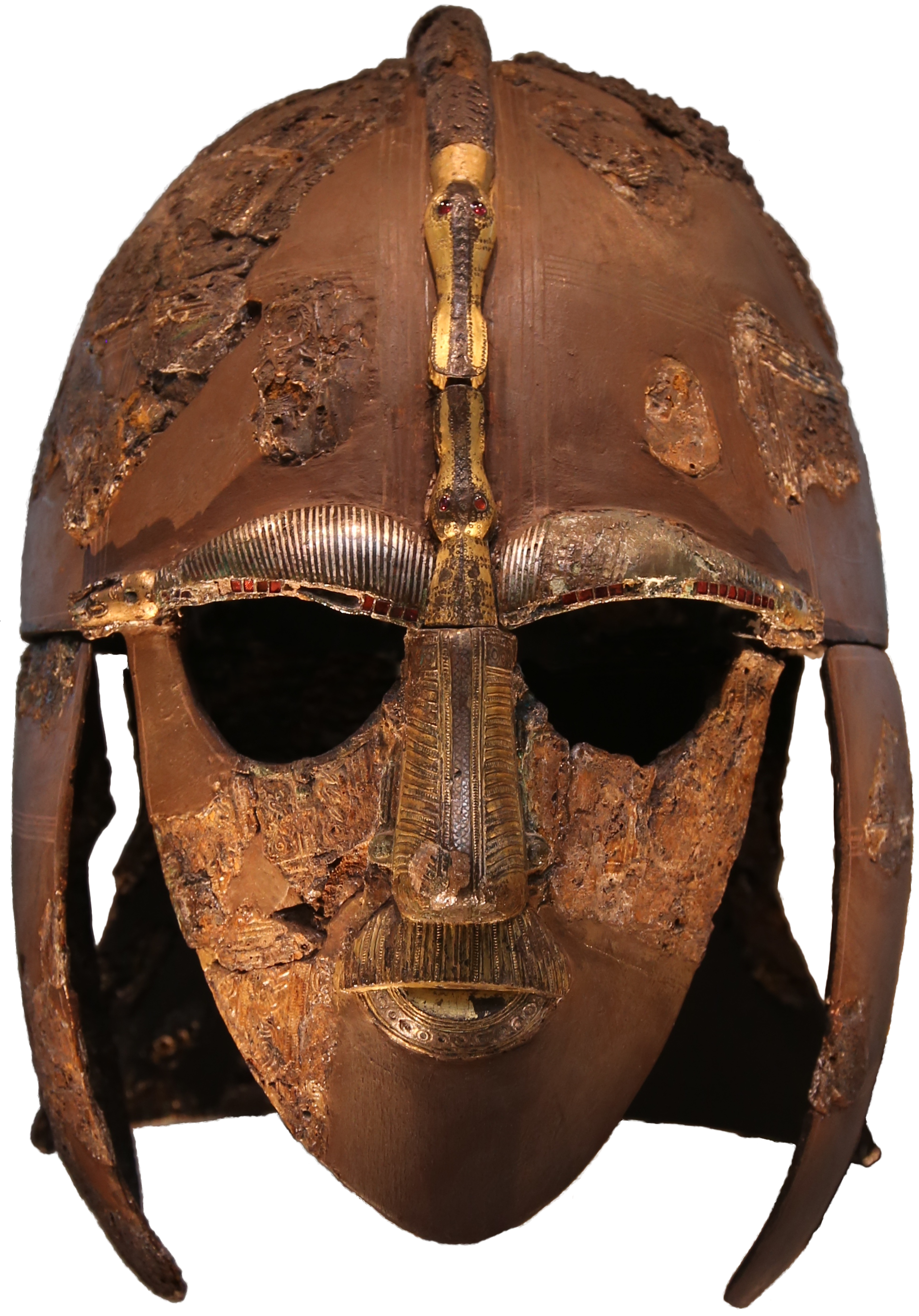
El yelmo de Sutton Hoo

Edith Pretty se había familiarizado con las excavaciones arqueológicas a principios de su vida a través de sus viajes. Además, el tío egiptólogo de su amiga Florence Sayce, Archibald Sayce, y su padre excavaron en una abadía cisterciense contigua a su casa de Vale Royal.
En la finca de Sutton Hoo, a unos 500 metros de la casa de los Pretty (Tranmer House, entonces llamada Sutton Hoo House), había unos 18 túmulos funerarios antiguos. En la fiesta de las flores de Woodbridge de 1937, Edith habló de la posibilidad de realizar una excavación con Vincent B. Redstone, miembro del Suffolk Institute of Archaeology y miembro de la Royal Historical Society y de la Society of Antiquaries. Redstone y el conservador del Ipswich Corporation Museum, Guy Maynard, se reunieron con Edith en julio para hablar del proyecto, y posteriormente se invitó al arqueólogo autodidacta de Suffolk Basil Brown a excavar los túmulos. Se hicieron hallazgos prometedores, y Brown volvió en el verano de 1939 para seguir trabajando en el proyecto. Pronto desenterró los restos de un gran enterramiento, que contenía lo que posteriormente se identificó como un barco sajón del siglo VII, que podría haber sido el último lugar de descanso del rey Redvaldo de Estanglia. Un conservador del Museo Británico describió el hallazgo como «uno de los descubrimientos arqueológicos más importantes de todos los tiempos».
Posteriormente, un equipo de arqueólogos profesionales encabezado por Charles Phillips y que incluía a Cecily Margaret Guido y Stuart Piggott, se hizo cargo de la excavación. En septiembre de 1939, una investigación sobre el tesoro desenterrado determinó que el ajuar funerario desenterrado del barco era propiedad de Pretty para que hiciera lo que quisiera con él. Posteriormente, ella donó el tesoro al Museo Británico. En reconocimiento a este hecho, el primer ministro Winston Churchill le ofreció a Pretty el honor de una Orden del Imperio Británico, pero ella lo rechazó.

## Fallecimiento y legado
Edith Pretty murió el 17 de diciembre de 1942 en el hospital de Richmond a la edad de 59 años tras sufrir un derrame cerebral, y fue enterrada en el cementerio de All Saints en Sutton. El artista holandés Cor Visser pintó un retrato de Edith, de 56 años, que David Pretty, su nieto, donó al National Trust. La mayor parte de su patrimonio, de 400 000 libras, se destinó a un fondo para su hijo, Robert, que posteriormente fue cuidado por su tía, Elizabeth. Robert murió de cáncer a los 57 años. Sutton Hoo fue utilizado por la Oficina de Guerra hasta 1946, cuando fue vendido. A finales del siglo XX, la familia Tranmer legó la casa y el lugar de enterramiento de Sutton Hoo al National Trust, que gestiona el lugar desde entonces.

## En la cultura popular
Pretty fue objeto de una obra de teatro de Karen Forbes representada en Sutton Hoo en 2019, y aparece en la novela The Dig de John Preston, publicada en 2007. Fue interpretada por Carey Mulligan en la adaptación cinematográfica del mismo nombre de Netflix en 2021.